# Sumatriptan
Le sumatriptan est un médicament de la classe des triptans, utilisé dans le traitement de la migraine et de l'algie vasculaire de la face. Sa structure est analogue à celle des alcaloïdes naturels comme la diméthyltryptamine, la bufoténine, et la 5-méthoxy-diméthyltryptamine, avec un groupe N-méthyl sulfonamidométhyle en position C5 sur le cycle indole. Le sumatriptan est produit par des laboratoires différents et il existe sous différents noms commerciaux : Imitrex, Treximet, ou Imigran.

## Mécanisme d'action
Le sumatriptan a une structure apparentée à la sérotonine (5HT) et fait partie de la même classe (type 5-HT1D et 5-HT1B).  Les types de récepteurs  qu'il active sont présents au niveau des vaisseaux du crâne. Il réduirait ainsi l'inflammation locale. L'activation de ces récepteurs entraine une vasoconstriction des artères dilatées au cours des crises migraineuses.
Le sumatriptan est également capable de diminuer l'activité du nerf trijumeau, ce qui expliquerait son rôle dans l'algie vasculaire de la face. Sous forme injectable, ce médicament a montré une efficacité dans le traitement des crises.

## Pharmacocinétique
Le sumatriptan est disponible sous plusieurs formes telles que les comprimés, l'injection sous-cutanée ou le spray nasal. Ce médicament est peu utilisé par voie orale du fait d'une biodisponibilité faible. En injection le sumatriptan agit rapidement (dans les dix minutes), et son effet dure moins longtemps. Le sumatriptan est métabolisé par la monoamine oxydase A en un analogue de l'acide indole 3-acétique. Ce métabolite est en partie conjugué à l'acide glucuronique, et excrété par voie urinaire et biliaire. Approximativement 3 % du principe actif original est éliminé avant d'être métabolisé.
Il n'existe pas de relation simple entre la concentration sanguine de la molécule et son effet antimigraineux. Ce paradoxe a été en quelque sorte résolu en comparant les différents taux d'absorption des différentes formes galéniques,.

## Efficacité
Lors d'une migraine, l'injection sous cutanée de sumatriptan permet la résolution de la crise dans deux tiers des cas. Cette efficacité est moindre par voie orale. L'association à du naproxène est synergique.
Ce type de médicament ne constitue pas un traitement de fond pour une migraine récidivante.

## Effets secondaires
À forte dose, le sumatriptan peut entraîner une sulfhémoglobinémie, une affection rare caractérisée par une coloration du sang vert foncé, en rapport avec l'intégration de soufre à l'hémoglobine des globules rouges. L'arrêt du  sumatriptan permet la guérison en quelques semaines.
Des effets secondaires cardiaques graves et parfois létaux, survenus après l'utilisation de sumatriptan, ont été rapportés. On peut citer un vasospasme coronarien, une ischémie myocardique transitoire un infarctus du myocarde, une tachycardie ventriculaire ou une fibrillation ventriculaire.
Les effets secondaires les plus fréquemment rapportés dans les essais cliniques sur la migraine sont des sensations anormales (paresthésies, sensations de chaud/froid), des sensations d'oppression, des vertiges, des malaises et des troubles du sommeil.

## Synthèse

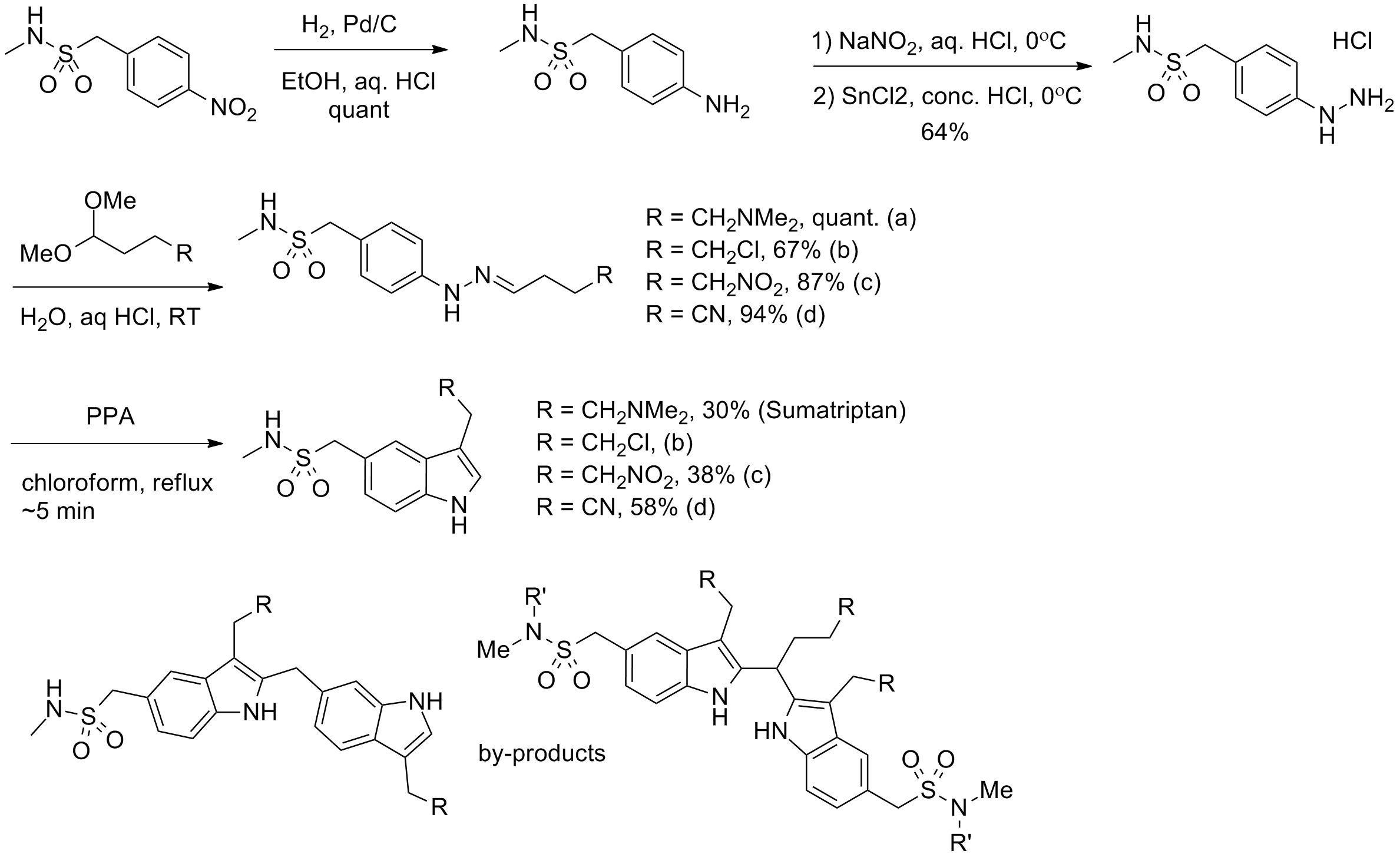
Synthèse du sumatriptan (GR-43175) (et)

### Synthèse monotope

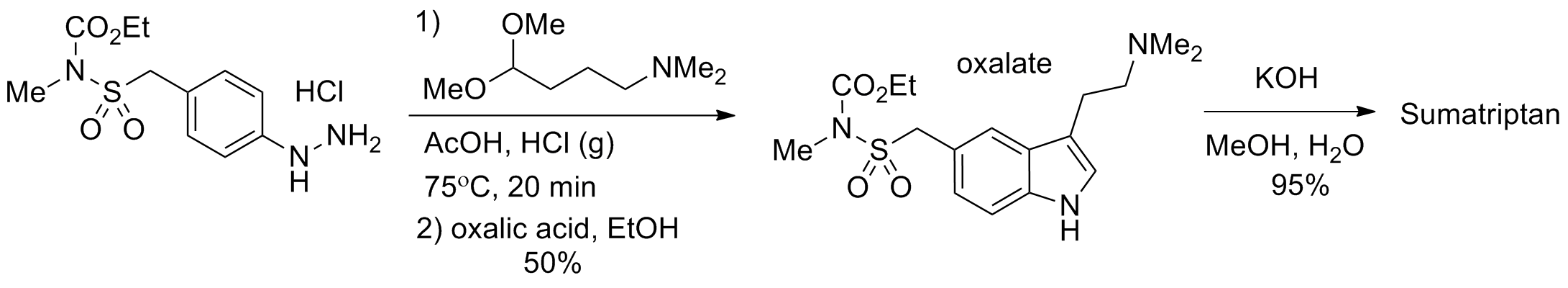
Synthèse monotope (one-pot) avec N-sulfonamide comme groupe protecteur

### Knoll

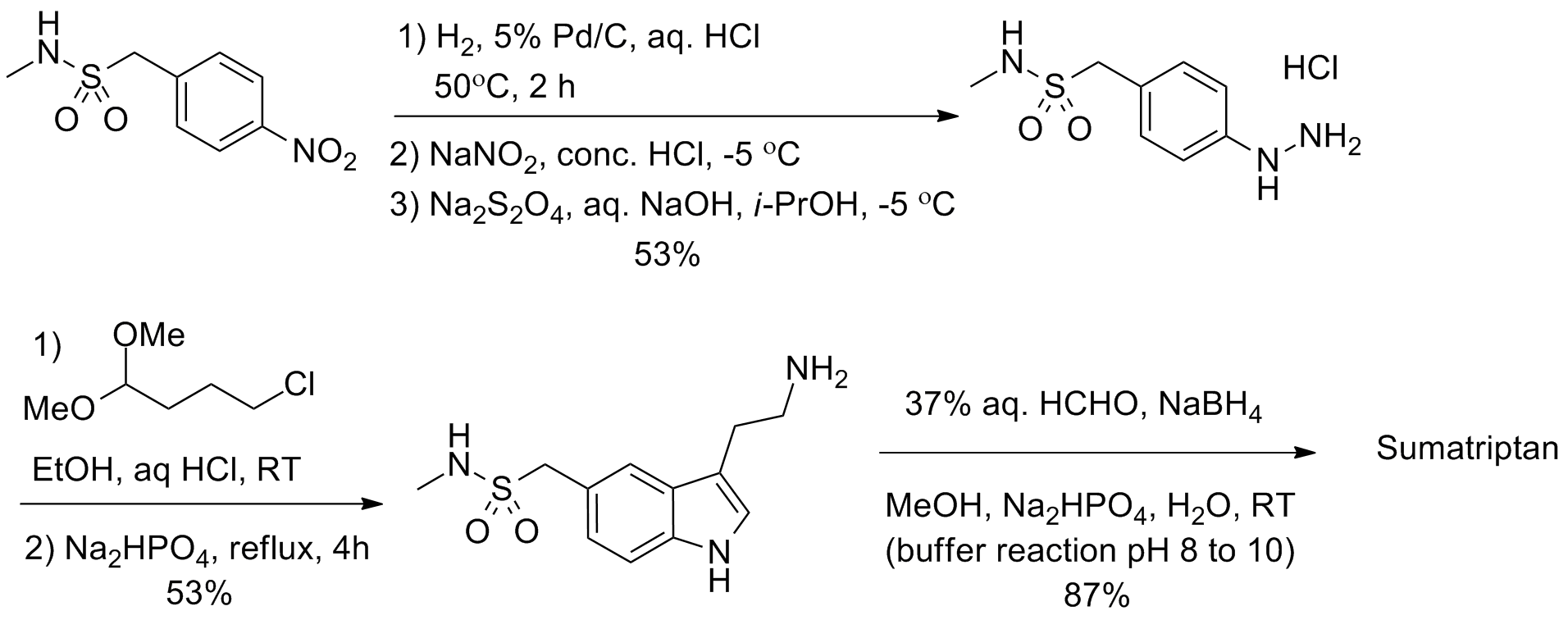
Basé sur la procédure originale, l'hydrazine est préparée par synthèse monotope.

### Réaction de Japp-Klingemann

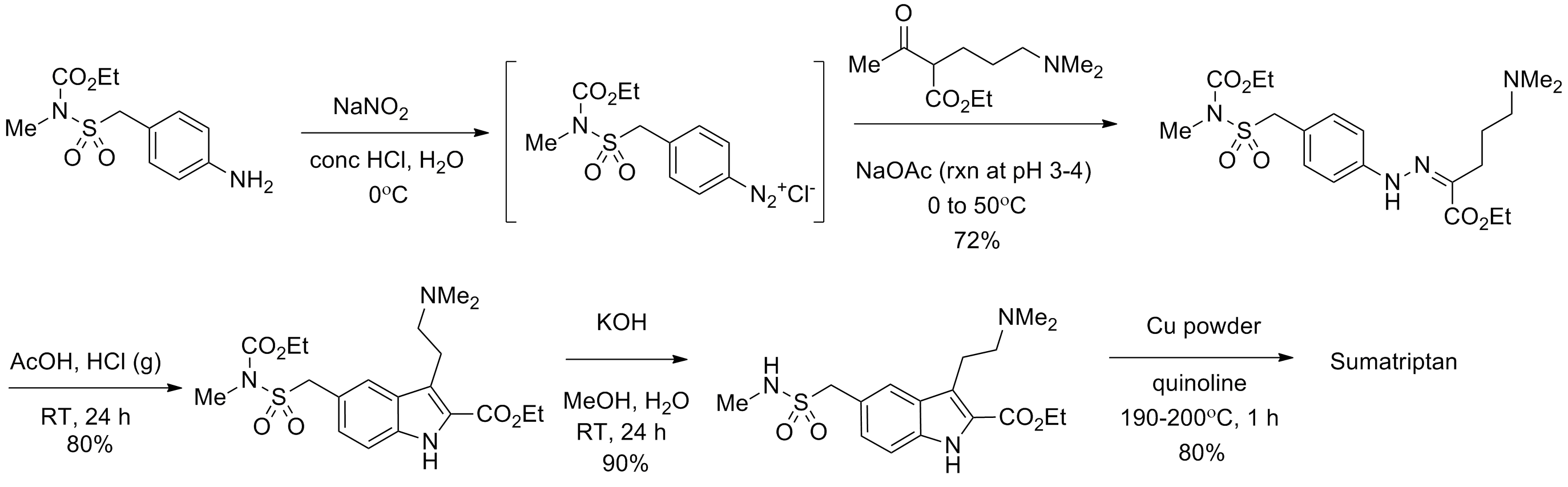
Réaction de Japp-Klingemann et décarboxylation